# لشکر ۳ نیروی مخصوص حمزه

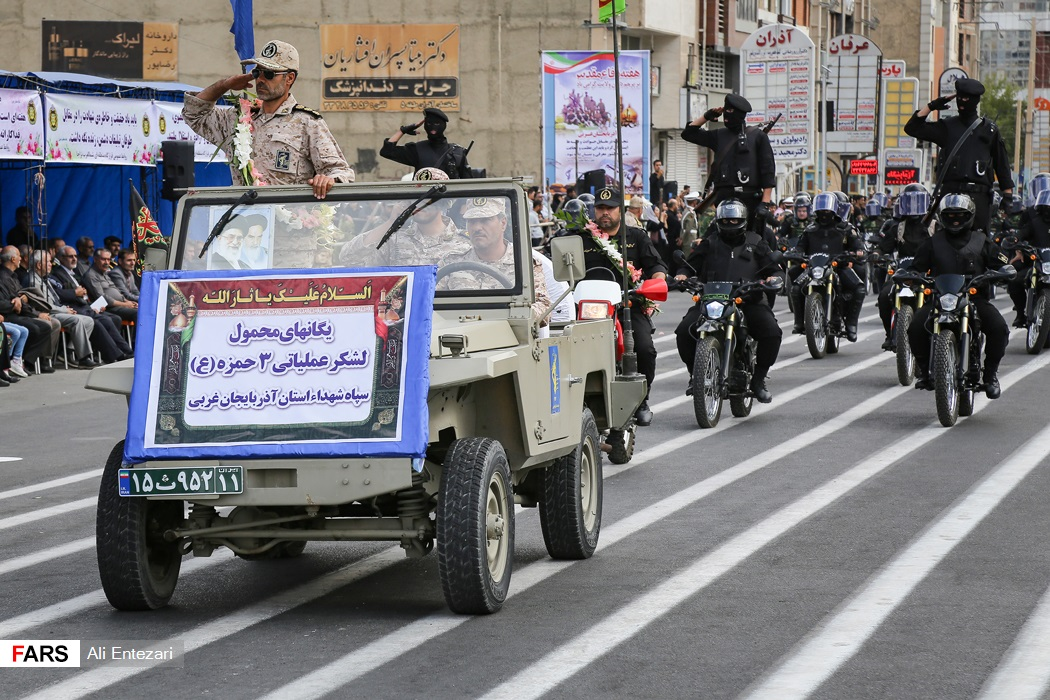
رژه یگان‌های محمول لشکر ۳ حمزه به‌مناسبت سالگرد جنگ ایران و عراق در سال ۱۳۹۷، ارومیه

لشکر ۳ نیروی مخصوص حمزه یا لشکر ۳ حمزه از لشکرهای هوابرد نیروی زمینی سپاه پاسداران و تحت امر قرارگاه حمزه سیدالشهدا است، که ستاد فرماندهی و پادگان آن در شهر ارومیه، استان آذربایجان غربی مستقر می‌باشد.
پیشینه شکل‌گیری این یگان به سال ۱۳۶۵ و در خلال جنگ ایران و عراق بازمی‌گردد، که توسط سپاه پاسداران انقلاب اسلامی تأسیس شد. هم‌اکنون سرتیپ‌دوم پاسدار یدالله آبروشن فرماندهی لشکر ۳ نیروی مخصوص حمزه را برعهده دارد.